# Episcopalis communio
L' Episcopalis communio (in lingua italiana "La comunione episcopale") è la costituzione apostolica con la quale papa Francesco ha decretato alcune norme riguardanti il Sinodo dei vescovi. È stata firmata il 15 settembre 2018, memoria della Beata Vergine Addolorata, ma è entrata in vigore il 18 settembre dello stesso anno, giorno della sua pubblicazione.

## Contenuto
- Preambolo
- I. Assemblee del Sinodo
- II. Fase preparatoria dell'Assemblea del Sinodo
- III. Fase celebrativa dell'Assemblea del Sinodo
- IV. Fase attuativa dell'Assemblea del Sinodo
- V. Segreteria generale del Sinodo
- Disposizioni finali